# Saeima
La Saeima es el órgano unicameral que ostenta el poder legislativo en la República de Letonia. Se compone de 100 diputados electos por método proporcional de lista abierta, con los escaños asignados a los partidos políticos que obtienen al menos el 5 % de los votos.
El Presidente de Letonia puede disolver a la Saeima y solicitar la celebración de elecciones anticipadas. El procedimiento de disolución implica un riesgo político considerable para el presidente, incluido el riesgo de pérdida de su cargo. El 28 de mayo de 2011, el presidente Valdis Zatlers decidió iniciar la disolución de la Saeima, que fue aprobada en referéndum, y la Saeima se disolvió el 23 de julio de 2011.

## Elección más reciente
|  | 18.97 % |

|  | 12.44 % |

|  | 11.01 % |

|  | 9.29 % |

|  | 6.80 % |

|  | 6.16 % |

|  | 6.24 % |

|  | 4.97 % |

|  | 4.81 % |

|  | 3.67 % |

|  | 3.63 % |

|  | 3.24 % |

|  | 3.09 % |

|  | 1.76 % |

|  | 1.13 % |

|  | 1.00 % |

|  | 0.33 % |

|  | 0.15 % |

|  | 0.15 % |

|  | 98.86 % |

|  | 1.4 % |

|  | 100.00 % |

|  | 59.44 % |